# Viktor Kolassa
Viktor Kolassa (* 8. Februar 1880 in Gleiwitz (Gliwice), Preußisch-Schlesien; † 18. Oktober 1962 in Wien) war ein österreichischer Politiker der Christlichsozialen Partei (CSP).

## Ausbildung und Beruf
Nach dem Besuch der Volksschule ging er an ein Gymnasium und promovierte im Studium der Rechte. Er trat in den österreichischen Staatsdienst im Handelsministerium ein. Im Jahr 1930 wurde er Hofrat.
Seit 1900 war er Mitglied der katholischen Studentenverbindung KÖHV Nordgau Wien. Er wurde am  Döblinger Friedhof in Wien bestattet.

## Politische Funktionen
- 1926: Obmann der Akademikersektion der Gewerkschaft Christlicher Angestellter in öffentlichen Diensten
- Mitglied des Gemeinderates von Wien und Abgeordneter zum Wiener Landtag
- 1929: Generalsekretär der CSP
- 1930: Zweiter Präsident des Wiener Landtages

## Politische Mandate
- 13. Februar 1932 bis 2. Mai 1934: Abgeordneter zum Nationalrat (IV. Gesetzgebungsperiode), CSP

## Sonstiges
In den Jahren 1938 und 1944 wurde Viktor Kolassa inhaftiert und verbüßte politische Freiheitsstrafen.